# Данијел Домбровски
Данијел Домбровски (пољ. Daniel Dąbrowski; Лођ 23. септембар 1983) је пољски атлетичар, чија је специјалност трка на 400 метара и стални је члан пољске штафете у дисциплини штафета 4 х 400 м.
Његови највећи успеси у појединачној конкуренцији су биле две бронзане медаље на Летњој универзијади 2005. у Измиру (47,12), и Европској суперлиги 2006. у Малаги (46,37).
На Европском првенству 2006. у Гетеборгу, завршио је у трци на 400 метара на четвртом месту са резултатом 45,56 с. На истом такмичењу са штафетом освојио је бронзану медаљу.
У Осаки 2007. на Светском првенству у саставу пољске штафете 4 х 400 м резултатом 3:00,05 минута освојио је бронзану медаљу.
Домбровски је висок 1,82 м, а тежак 72 кг.

## Лични рекорди
- на отвореном

100 м — 10,58 с, 27. маја 2006, Kielce
200 м — 20,74 с, 9. септембар 2006, Лођ
400 м — 45,33 с, 1. јул 2007, Познањ
- у дворани

60 м — 6,84 с, 22. јануар 2005 Спала
200 м — 21,07 с, 26. фебруар 2006 Спала
400 м — 46,46 с, 12. фебруар 2006 Лајпциг